# 上海交通
上海交通是指上海市内包括电车、轨道交通、公共汽车、出租汽车、普通及高速路网、铁路、轮渡、内河近海远洋航运和航空等多个系统的集合。目前，上海是全球交通最繁忙的都市之一。

## 交通历史

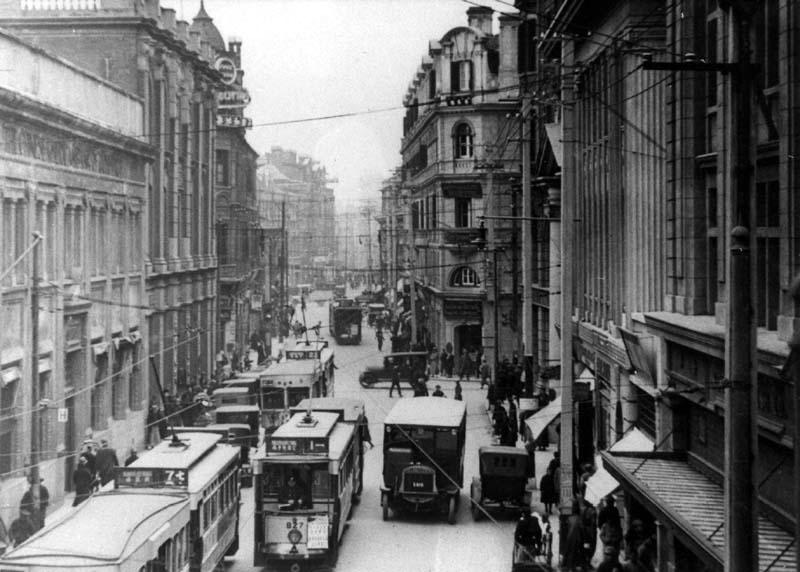
1920年代的上海（九江路）

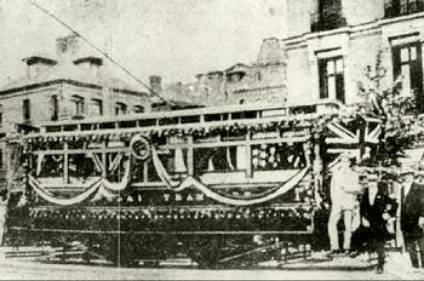
1908年3月5日上海第一辆有轨电车行驶至外滩终点站时

1843年，上海开埠。1845年，上海英租界成立。经过数十年的发展，上海成为中国经济中心和远东的大都会。随着上海人口增加、城市化进程，现代化的公共交通出现，成为中国城市公共交通发展的典型代表。1908年3月5日，公共租界内的1路有轨电车:135开始运营，被视为上海公共交通的起始:135:80。1949年以前，上海的交通工具五花八门、多种多样，小到自行车、黄包车，大到马车、小汽车。
在十里洋场的上海街头，黄包车曾经是最常见的交通工具。同治12年（1873年），法国人米拉看到黄包车便利，向法租界公董局呈报计划，要求“在两租界设立手拉小车客运服务机构”，并申请了十年的专利经营。后经法租界公董局与公共租界工部局协商，同意由两局发放人力车执照，并批准路程价格。1874年1月，黄包车从日本输入上海。因从日本输入，故当时也被称为东洋车。1月20日，开设在二洋泾桥南首的上海首家外国小车洋行登报启事：“外国小车出赁”，还订明路程远近的价格。同年2月4日，《字林西报》刊登文章介绍黄包车。3月25日，公董局发放了二十份执照。每份执照可有二十五辆车，法国人米拉一人拥有十二份执照。5月1日起，征收捐税。起初，黄包车有双人座位，男女也可同坐。1879年，认为男、女同坐有伤风化，而且车夫拉双人车比较吃力。从此，禁止双人同坐。1890年的车价是1英里内5分，2英里内1角。
起初，车轮为铁制；1892年，橡皮车轮引进到上海。黄包车的车轮也全部被改换。到1913年，车身一律漆成黄色桐油或黄漆，所以就有了“黄包车”这个名字。黄包车因为车小，适应性强，雇用方便，车资低廉而久盛不衰。那个时候的黄包车绝大部分是车行出租给车夫的，很多都是肮脏破旧的；也有私人配置的自家黄包车，雇佣车夫拉的，俗称“包车”；还有一种车夫自购的车，大多是半新旧的，车身油漆一新，可包月，亦可临时雇用，俗称“野鸡包车”。在租界上通行的黄包车一定要向工部局捐执照。抗日战争前夕，在上海的黄包车近1000多辆。随着三轮车的兴起，在1940年代后期，就逐渐被淘汰了。
1908年3月5日，英籍犹太地产商哈同经营的上海第一条长着“辫子”、叮当作响的有轨电车从南京路口至延安东路外滩的通车。从静安寺出发，经愚园路、北京西路、石门二路、南京路，沿着外滩到广东路口，全程6.04公里。之后上海相继发展了12条有轨电车线路。有轨电车的车票分成几种，3分是最少的，接下来是6分、9分、1角2分。有轨电车的两节车厢还分档次。第一节是属于比较高档的，车票也比较贵，第二节车厢的档次相对就低一点，车票也比较便宜。相对人力车、马车等交通工具，其票价较为低廉。1930年时，电车头等车厢每英里为7.26枚铜圆，人力车每华里约为25铜圆:135。有轨电车的运营持续一直持续到1963年8月15日凌晨零时17分，最后一辆末班车从静安寺开出，当当有声的有轨电车从此退出了上海。3时52分，第一辆20路无轨电车离开静安寺起点站向外滩方向驶去。
一直到1970年代末期，机动三轮车也很盛行。自行车曾经是上海最通用的交通工具。1980年代以后，越来越多人开始购买私人轿车。进入21世纪后，与其它城市类似，上海同样面临交通拥堵、公共交通运力失衡的问题。公共汽车的拥挤状态，曾被形容为“一平方如何挤进12双脚”:80。随着上海地铁的发展，交通主管部门制定“轨道交通为主、公交为辅”的发展思路。
2021年5月6日起，上海内环内的地面道路於工作日的7时至9时、17时至19时，禁止悬挂中國外省市机动车号牌的小客车通行。

## 公路网

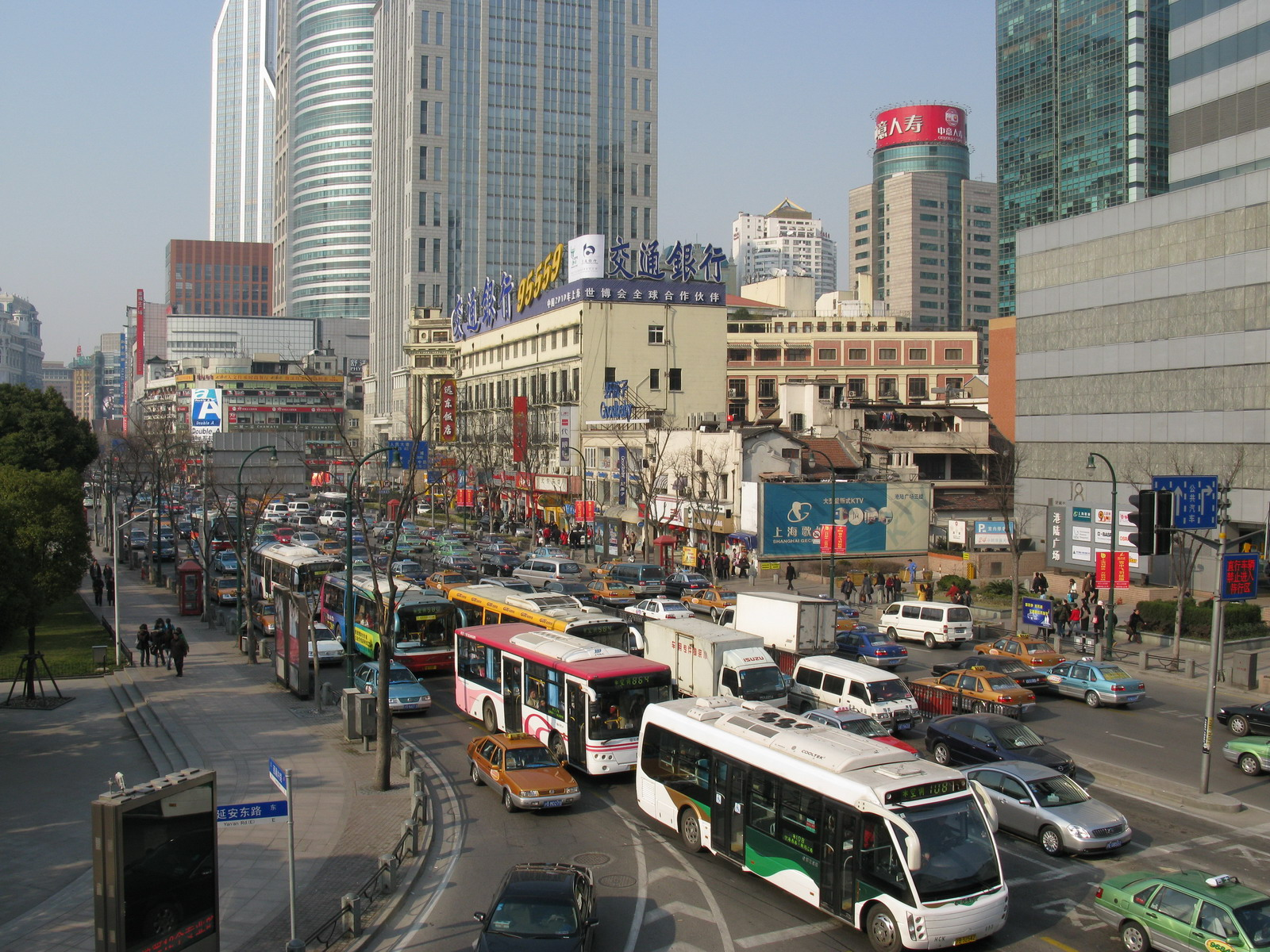
交通繁忙的西藏中路延安东路口

### 地面主干道
依据规划，上海市区主干道采用三纵三横规划，这些主干道将逐步成为机动车专用道，禁止非机动车和二轮摩托车通行。
- 陆家浜路-虹桥路：自南浦大桥至虹桥机场的陆家浜路-徐家汇路-肇嘉浜路-虹桥路。

- 延安西路-延安东路：自虹桥机场至外滩的延安西路-延安中路-延安东路

- 周家嘴路-长宁路：自中山西路至黄兴路的长宁路-长寿路-天目西路-天目中路-海宁路-周家嘴路

- 中山南路-四平路：自南浦大桥至五角场的中山南路-中山东二路-中山东一路-吴淞路-四平路

- 鲁班路-共和新路：自卢浦大桥至外环共和新路立交的鲁班路-重庆南路-成都北路-共和新路

- 漕溪北路-曹杨路：自上海体育馆至上海西站的漕溪北路-华山路-江苏路-江苏北路-曹杨路

### 城市快速道路

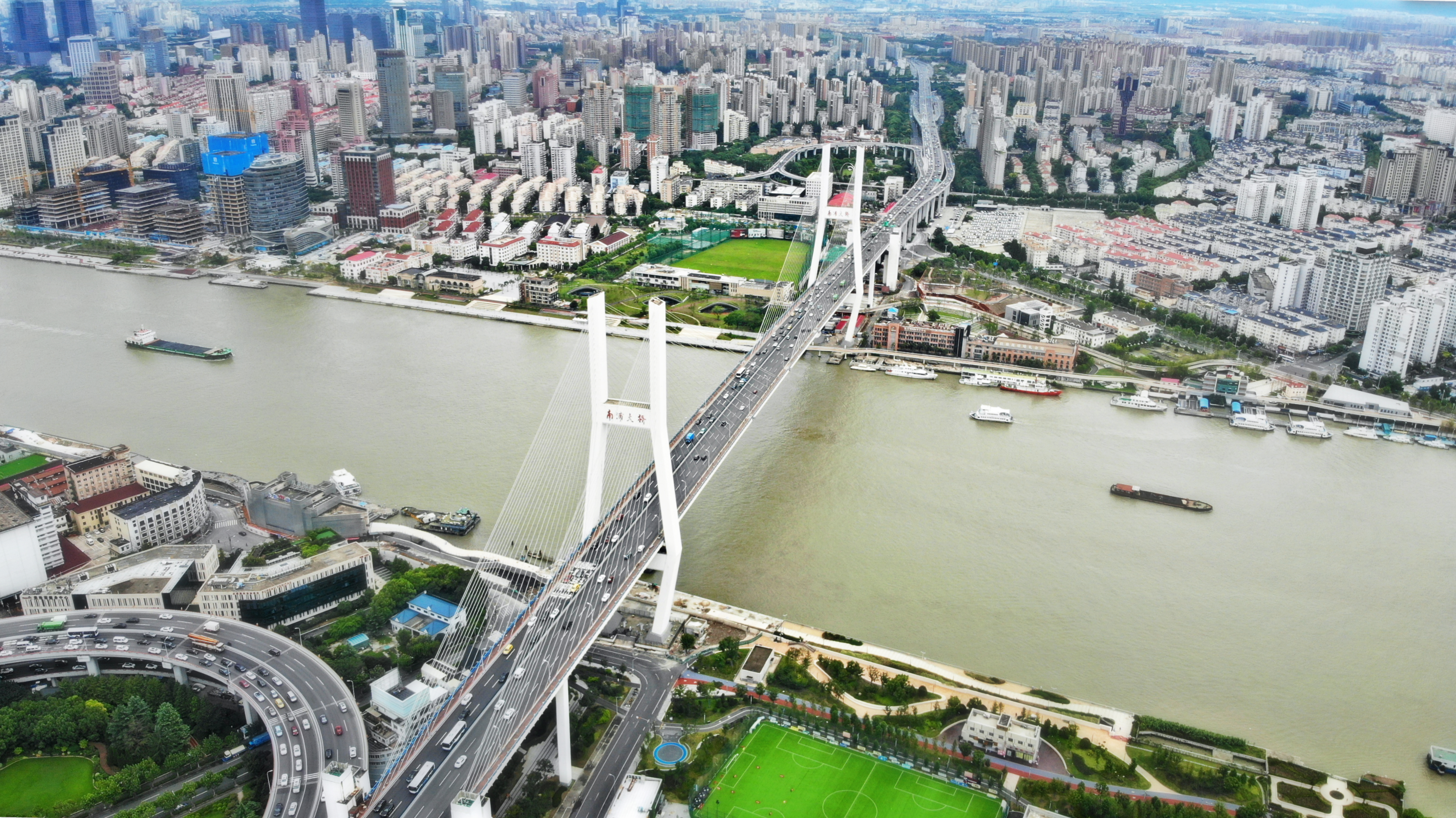
跨越黄浦江的南浦大桥，是内环线的一部分

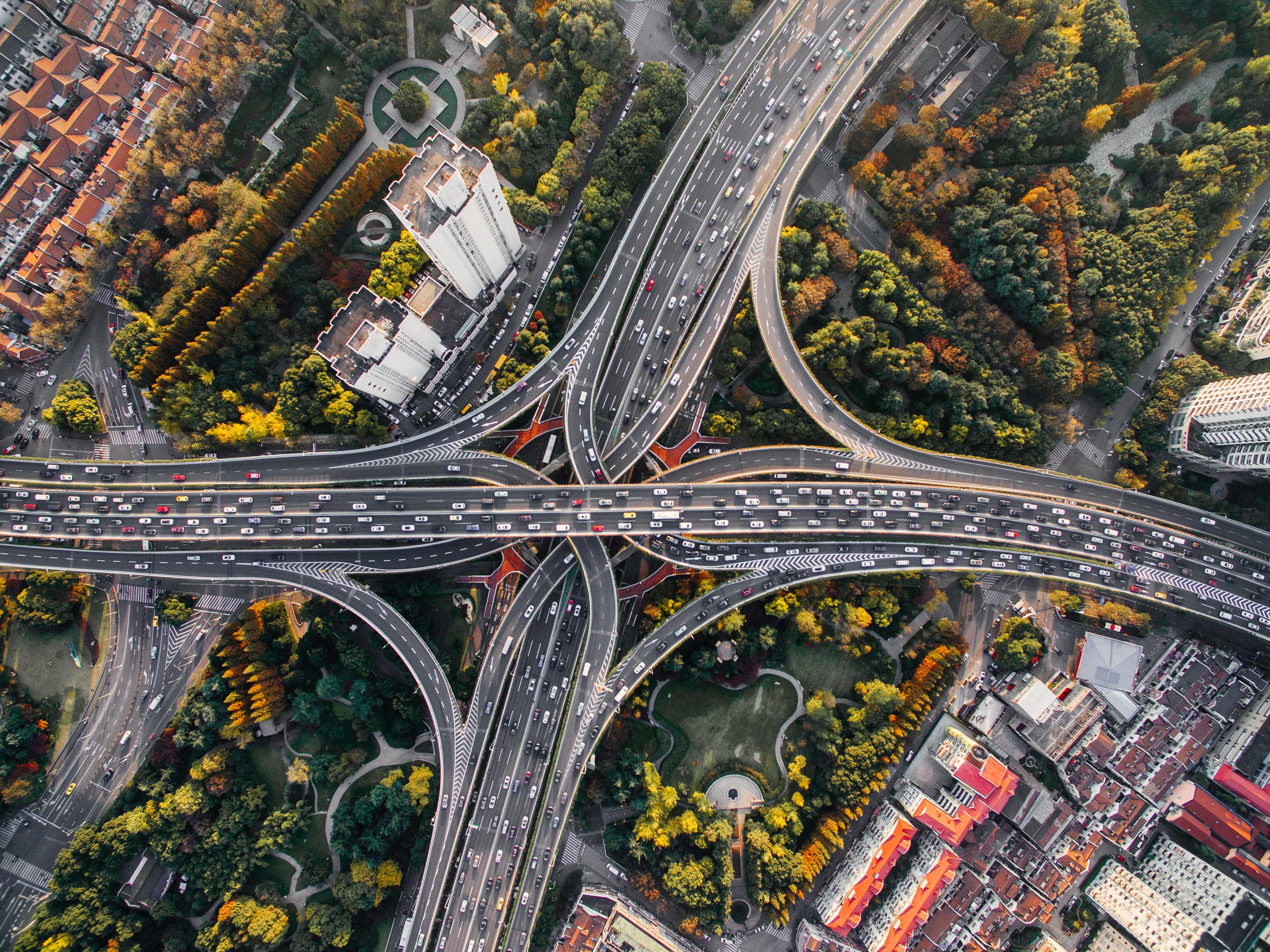
延安高架和南北高架立交

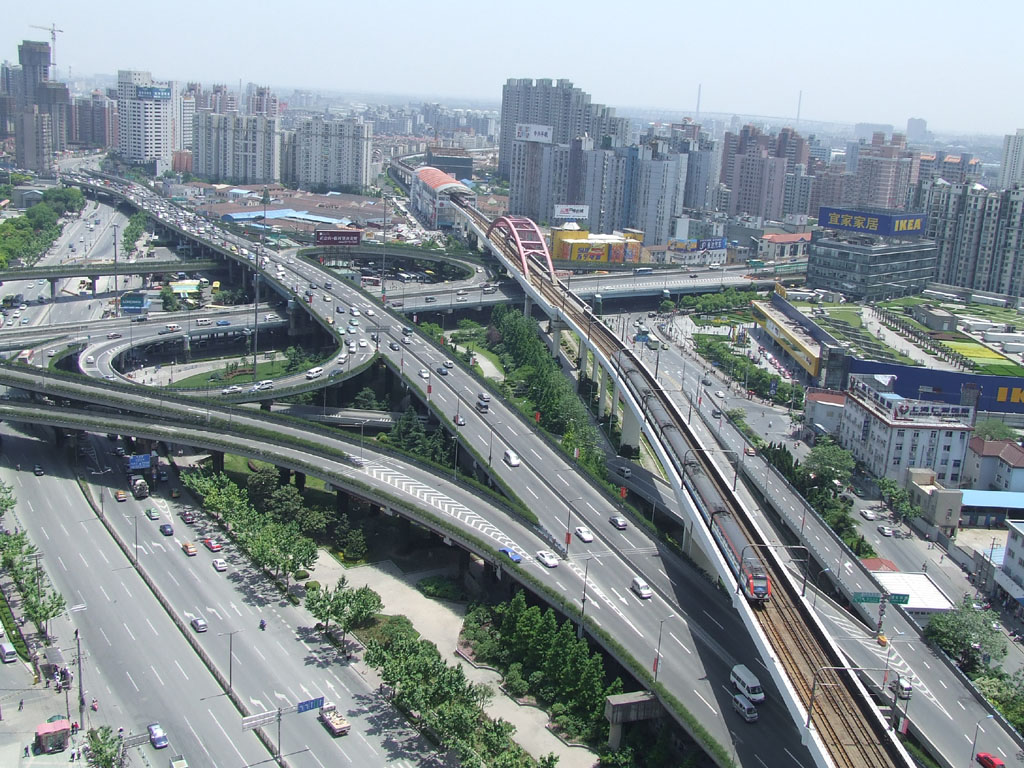
上海内环高架漕溪北路立交

- 内环高架路：上海最早建设的城市道路之一，为高架/地面全封闭道路+地面辅道.

走向：中山南路-南浦大桥-龙阳路-罗山路-杨浦大桥-宁国路-黄兴路-中山北二路-中山北一路-中山北路-中山西路-中山南二路-中山南一路-中山南路
- 延安高架路：自虹桥机场至外滩，是横贯上海浦西东西中轴线的重要道路，采用高架全封闭道路+地面辅道的形式，同时，地面辅道除古北路-中山西路路段外，均禁止非机动车通行，同时设有公交专用道。
车辆还可以通过延安东路隧道进入浦东陆家嘴、世纪大道等地。

走向：沪渝高速/外环高速-延安西路-延安中路-延安东路
- 南北高架路：自中山南路卢浦大桥至外环共和新路立交，是纵贯上海南北中轴的重要道路，采用高架全封闭道路+地面辅道的形式，分二期建设，先期建成的是中山南路至内环共和新路立交的南北高架，后期建成的是内环共和新路立交至外环共和新路立交部分（又称共和新路高架）。车辆可以通过卢浦大桥进入浦东。

走向：鲁班路-重庆南路-成都北路-共和新路
- 逸仙高架路：自中环大柏树立交至外环逸仙路立交，连接内、外、中、郊四环，采用高架全封闭道路+地面辅道的形式。

走向：中山北一路-逸仙路-同济路
- 中环路：介于内环和外环之间的城市快速环路，同时连接了沪宁、沪嘉高速的入口，北段和西北段采用高架全封闭道路+地面辅道的形式，西南段采用地面全封闭道路+地面辅道的形式，已建成部分全线禁止非机动车通行。由于西段部分地区采取地面全封闭道路截断了不少东西向城市支路、准干路，引起部分居民不满。浦东东段部分已于2015年10月通车。

走向：汶水东路-汶水路-真北路-北虹路地道-虹许路-虹梅路-虹梅南路-上中西路-上中路-上中路隧道-华夏西路-华夏中路-张江路-云顺路-金桥路-军工路隧道-军工路-翔殷路-邯郸路-汶水东路。
- 沪闵高架路：连接徐家汇和莘庄立交的道路，分两期建成，先期建成的是南丹路至新龙华的东段，后期建成的是新龙华至莘庄立交的西段，同时该路并没有直接与莘庄立交联通，需要先进入地面道路行驶约1公里左右才到达莘庄立交。沪闵高架路在上海南站处有匝道直接进入上海南站广场。

走向：漕溪北路-漕溪路-沪闵路
- 华夏高架路：中环路的浦东南段与浦东国际机场连接的配套快速道路。

- 嘉闵高架路：虹桥综合交通枢纽工程的一纵三横快速道路中一纵，计划承接北起S6南至S32的快速道路，已通车。

- 北翟高架路：虹桥综合交通枢纽工程的一纵三横快速道路其中一横配套快速道路，已通车。

- 崧泽高架路：虹桥综合交通枢纽工程的一纵三横快速道路其中一横配套快速道路，已通车。

- 漕宝高架路：虹桥综合交通枢纽工程的一纵三横快速道路其中一横配套快速道路，正在建设中。

- 北横通道：建设中的快速通道，全线位于浦西，与周家嘴路隧道及北翟路地道相接。

- 浦东大道地道：建设中的快速通道，与延安东路隧道相接。

- 南北通道：规划中的快速通道。

### 高速公路及国道

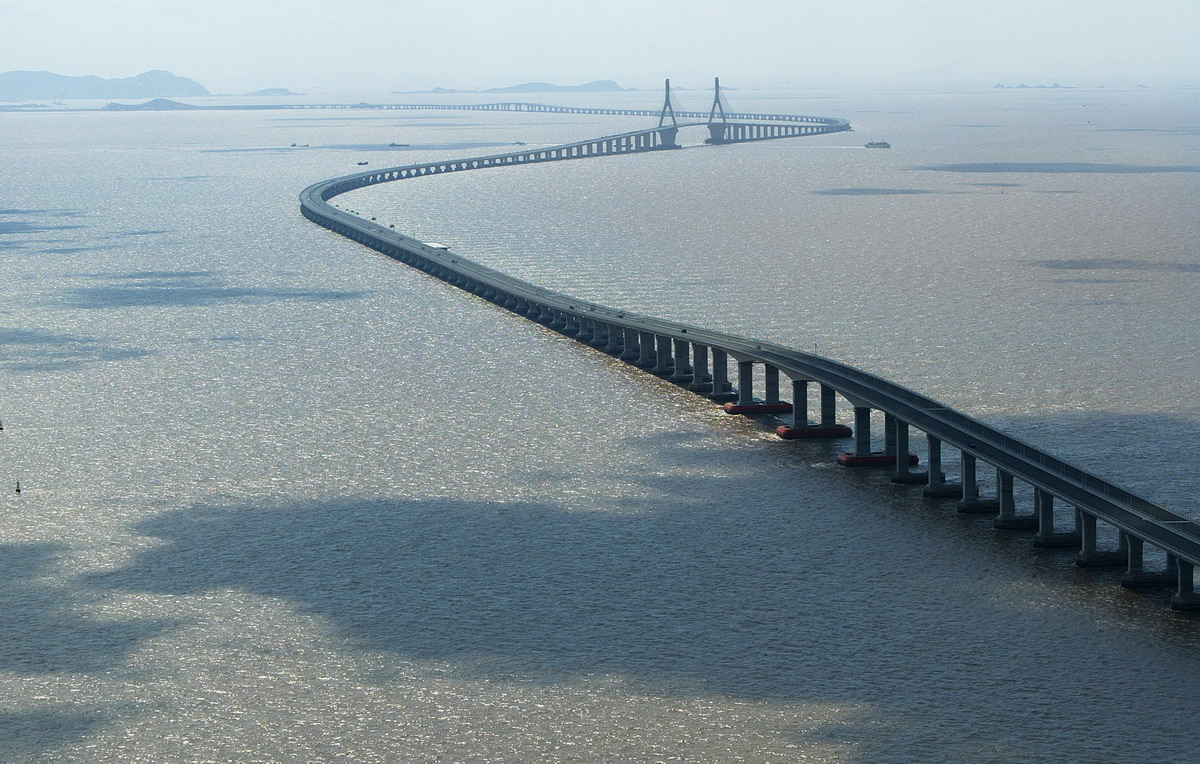
俯看S2沪芦高速的东海大桥

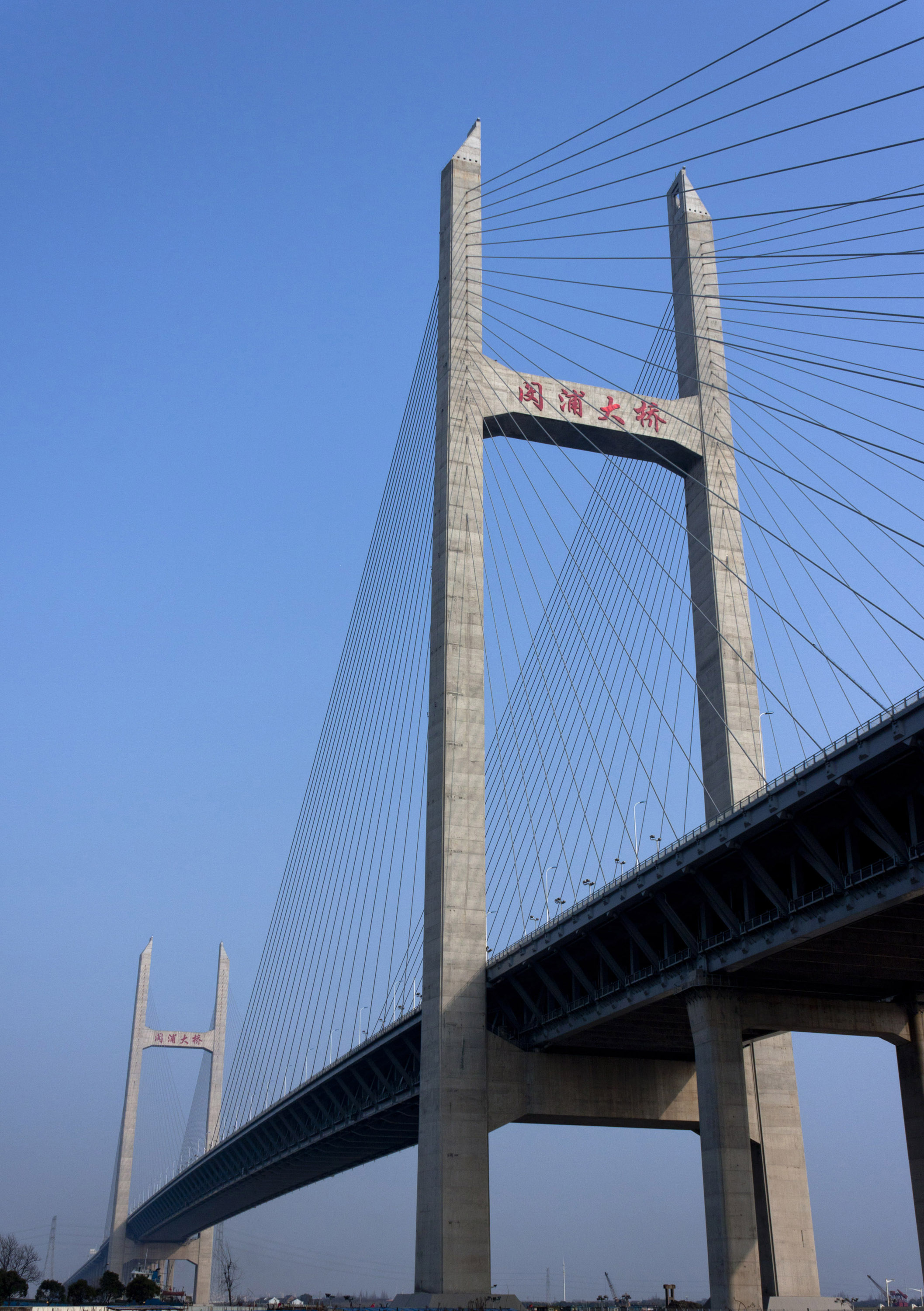
S32申嘉湖高速闵浦大桥

上海高速公路自2001年起，借鉴国外惯例实行代码编号，以英文与阿拉伯数字相结合的方式进行排序，所有高速公路均以「A」为标识，一般高速公路以迎宾大道为「A1」公路为起点，顺时针依次编排，环线高速公路以十的整数倍命名，对于主干线更以中文路名和编码同时命名，现有名称在前、上海公路编码路名在后，相对而言比较容易辨认。
2009年，为响应国家规定，上海再度调整高速公路命名，调整后的高速公路中，纳入中国国家高速公路网的高速公路统一以中国国家高速公路网编号命名，不再单独编号，其他市域高速公路以S+数字命名，同时配以相应的中文命名。

#### 国家级高速公路(G)

G2京沪高速路标

- 京沪高速公路：北京-上海，原名A11公路，西接沪宁高速公路（江苏段），上海段与 沪蓉高速公路共线。

- 沈海高速公路：沈阳-海口，原路段为A5公路、A4公路（山阳-浙江省界），北接江苏省沿江高速公路，南接浙江省杭浦高速公路。

- 沪陕高速公路：上海-西安，原名A14公路（五号沟-江苏省界），北接江苏省宁启高速公路。

- 沪蓉高速公路：上海-成都，原名A11公路，西接沪宁高速公路（江苏段），上海段与 京沪高速公路共线。

- 沪渝高速公路：上海-重庆，原名A9公路，西接沪苏浙高速公路。

- 沪昆高速公路：上海-昆明，原名A8公路，西接沪杭高速公路浙江段，上海段与 杭州湾环线高速公路共线。

- 杭州湾环线高速公路：上海-宁波，原名A8公路，西接沪杭高速公路浙江段。上海段与 沪昆高速公路共线。

- 上海绕城高速公路：原A30公路。吴淞地区-浦东新区-奉贤区-青浦区-吴淞地区。郊环隧道东出口至五号沟段与 上海外环高速公路并线。

#### 省级高速公路(S)

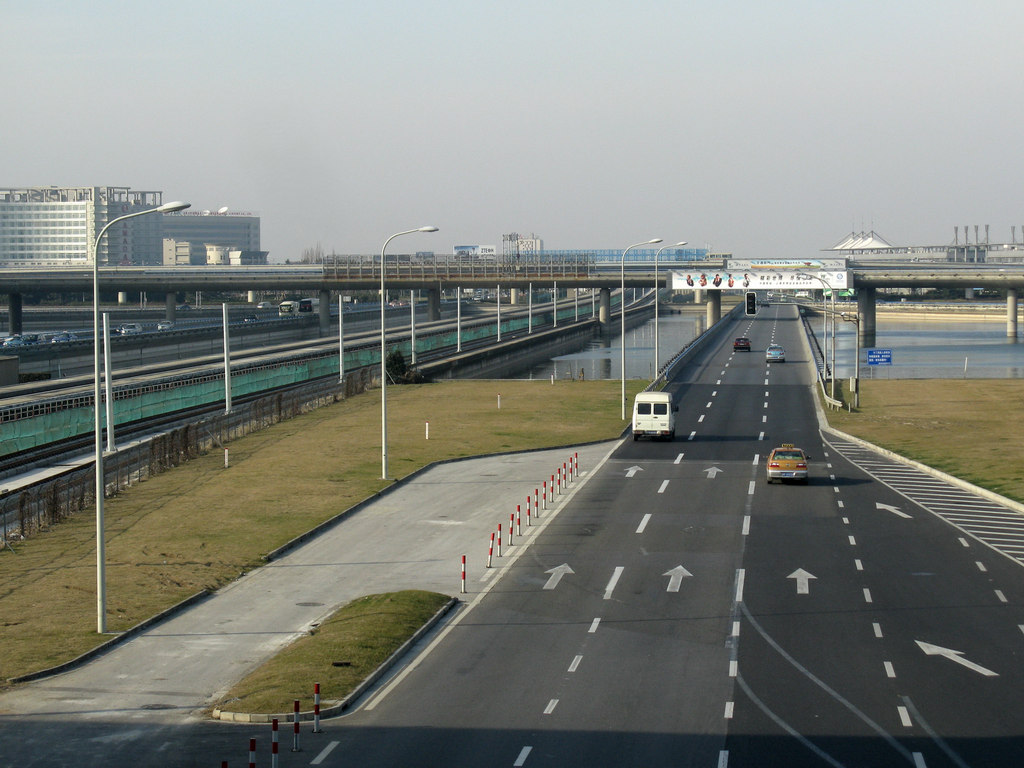
S1迎宾高速靠近浦东机场一段

- 上海迎宾高速公路：原A1公路。S20公路龙东大道立交－浦东机场。

- 沪芦高速公路：原A2公路。S20公路龙东大道立交－芦潮港东海大桥。

- 沪奉高速公路（部分通车）：原A3公路，S20公路罗山路立交－G1503公路，原路名为（规划五号线）。

- 沪金高速公路：原A4公路山阳以北段。S20公路莘庄立交－S4公路山阳立交。

- 沪嘉高速公路：原A12公路。中环S5立交－G1503公路S5立交（嘉定城区）。

- 沪翔高速公路：原A17公路，S20公路-G15公路。

- 沪崇高速公路（部分通车）：原A13公路，S20公路－宝山区－崇明县－江苏省界。

- 新卫高速公路：原A6公路。G1503公路新农立交－金山卫戚家墩码头。

- 上海外环高速公路：原A20公路。吴淞地区-浦东新区-闵行区-吴淞地区。外環隧道至五號溝段與 上海绕城高速公路併線。

- 沪常高速公路：原A16公路。G15公路-江苏省界。

- 申嘉湖高速公路：原A15公路。浦东机场-浙江省界。

- 亭枫高速公路：原A7公路。G1503公路新农立交-G60公路。

#### 国道
- 204国道：烟台-上海。上海境内道路名为“沪宜公路-真南路”，北接沪宜公路（江苏段）。
- 228国道，丹东-东兴。上海境内道路名为“华东路（北段在建）-南六公路-南芦公路-新四平公路-两港大道-港漕公路-浦卫公路-漕卫公路（西段待建）”，北与 上海绕城高速、 沪陕高速共线后接江苏临海高等级公路，南接浙江省平湖市原“01省道”。
- 312国道：上海-霍尔果斯。上海境内道路名为“曹安公路”，西接曹安公路（江苏段）。
- 318国道：上海-聂拉木。上海境内道路名为“沪青平公路”，西接沪青平公路（江苏段）。
- 320国道：上海-瑞丽。上海境内道路名为“沪闵路-北松公路-车亭公路-亭枫公路”，管养标牌显示为“沪莘枫公路”，与浙江省“嘉枫公路”相接。
- 346国道：上海-安康。上海境内道路名为“江杨北路-月罗公路-蕰川公路-沪太公路”，与江苏省“沪太新路”相接。

| - 京沪高速，前往北京。 - 沈海高速，沈阳至海口。 - 沪陕高速，前往西安。 - 沪蓉高速，前往成都（与京沪高速并线）。 - 沪渝高速，前往重庆。 - 沪昆高速，前往昆明。 - 杭州湾环线高速，前往宁波（与沪昆高速并线）。 - 上海绕城高速。 - 沪武高速，前往武汉（与沈海高速并线）。 |

| - 204国道，烟台-上海，前往山东烟台。 - 228国道，丹东-东兴，在建中，前往辽宁丹东与广西东兴。 - 312国道，上海-霍尔果斯，前往新疆霍尔果斯。 - 318国道，上海-聂拉木，前往西藏聂拉木樟木口岸。 - 320国道，上海-瑞丽，前往云南瑞丽。 - 346国道，上海-安康，前往陕西安康。 |

| - 迎宾高速公路，前往浦东国际机场。 - 沪芦高速公路，经东海大桥至洋山港。 - 沪金高速公路，至市郊金山区。 - 沪嘉高速公路，至市郊嘉定区。 - 新卫高速公路，至市郊金山区。 - 外环高速公路，环绕上海市中心的环形城市快速路。 - 沪常高速公路，前往江苏苏州。 - 申嘉湖高速公路，前往浙江湖州。 - 亭枫高速公路，前往浙江省。 |

### 其他
黃金城道、東灘大道、北京西路、延安中路、瑞豐路、景鳳路等72條道路被列為2022年度精品道路。

## 航空

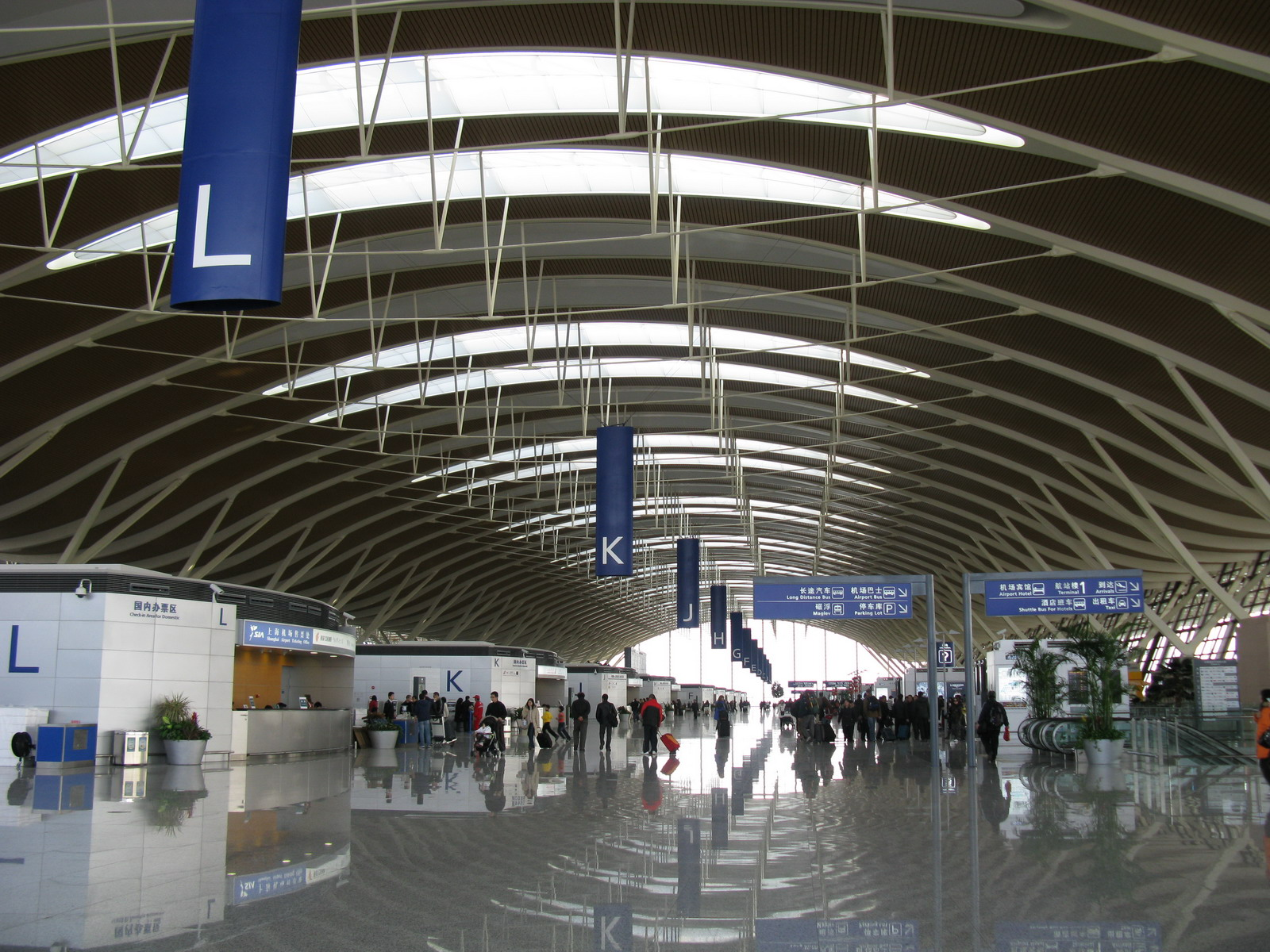
浦东国际机场2号航厦

目前上海市拥有2座民用机场，浦东国际机场与虹桥国际机场，两座机场分摊且分工著起降上海繁忙的国际与国内航班。浦东国际机场为上海最大的机场，主要承担进出上海的国际航班，但同时经营一部分国内航班。虹桥国际机场主要承担进出上海的国内航班，但同时也经营部分国际包机航班。此外，上海市内还拥有2座军用机场，1座直升机机场。

### 航空公司
以上海為基地的航空公司包括：
- 中國東方航空公司
- 上海航空公司
- 春秋航空公司
- 吉祥航空公司

## 铁路
上海是上海铁路局的所在地，是华东地区的铁路枢纽。上海市现有3个主要客运火车站：上海站（俗称新客站）和上海南站以及上海虹桥站，以及南翔站、北郊站等货运车站，分别负担多条铁路线路。上海站、南翔站管理者上海大部分的车站，而位于沪昆客运专线上的松江南站、金山北站则由嘉兴车务段管理。

### 发展历程
上海是中国历史上第一个建造营运铁路的城市，这第一条营运铁路是吴淞铁路，横跨今天的宝山区、杨浦区和虹口区，全长14.5公里，连接吴淞码头和江湾镇，于1874年12月开工，1876年12月全线建成。后因清政府的干涉，于1877年10月20日下令拆除。但20年之后的1897年2月27日，在原吴淞铁路的地方重新开始修筑铁路，改称淞沪铁路，建成初期全长6.8公里。淞沪铁路是中国最早建成的一条铁路，也是中国政府官款修建的江南第一条铁路。在日本侵华战争期间淞沪铁路为日军使用，为日本建造当时远东最大机场——江湾机场提供运输，日本投降后，由国民政府接管，并投入客货运，1960年初，上海公交线路体系发展使淞沪铁路逐渐退出客运，只进行货运。今日的淞沪铁路早已进行多次扩建，总里程达到23.04公里，已成为上海铁路网北环货运的主要通道。

在淞沪铁路的建设过程中，同时还辟建沪宁铁路，1908年4月1日建成通车。当时沪宁铁路的上海站多次易址，但在最后选在了今天目中路、虬江路之间，宝山路西侧地区，正式名称为沪宁铁路上海站，因位于北区所以俗称上海北站，于1909年7月竣工正式启用。不久，沪杭甬铁路也宣告通车，起点站设于南市（今黄浦区南车站路、车站前路一带），正式名称为沪杭甬铁路上海站，俗称上海南火车站。由于两个车站分别位于城市南北两侧，有所不便，于是在1916年，在城市西侧修建了沪杭甬铁路与沪宁铁路的连接线，上海北站成为铁路沪宁、沪杭甬两路总站，而上海南站仍是长江三角洲地区货运量最大的火车站。在1937年的淞沪会战中，上海南站被日军炸毁，上海北站即改称为上海駅（上海站），民国政府接管后改称铁路上海站。
由于上海站客流量大、车站小，上海站一直拥挤不堪。1981年，中华人民共和国国务院批准在铁路上海东站原址新建铁路上海站，1984年9月20日正式开工，1987年12月28日竣工启用。新上海站便成为了今日的上海火车站，在建成初期时为全国规模最大现代化车站。2002年上海南站开始投入扩建交通枢纽工程，并在2006年完工使用。2010年，上海虹桥站作为虹桥综合交通枢纽中的一部分，完工通车，并在日后负担进出上海的高速铁路营运。

#### 上海恒产新都市轻便轨道
上海恒产新都市轻便轨道（日语：上海恒産新都市軽便軌道）。是由恒产株式会社建设运营的一条轻便轨道，于1942年1月31日通车。线路长5100米，全线单线。从狄思威路（今溧阳路）小菜场沿四平路至维新广场（今五角场），在大日本中等学校（今同济大学）门口设中间站供列车交会用。配置车厢15节，每节乘坐6人。首班车为上午7点，每隔30分钟开一趟列车。开始限日本人乘坐，以后中、外乘客均可搭乘，票价为日币20。全线于1944年拆除。

## 海运

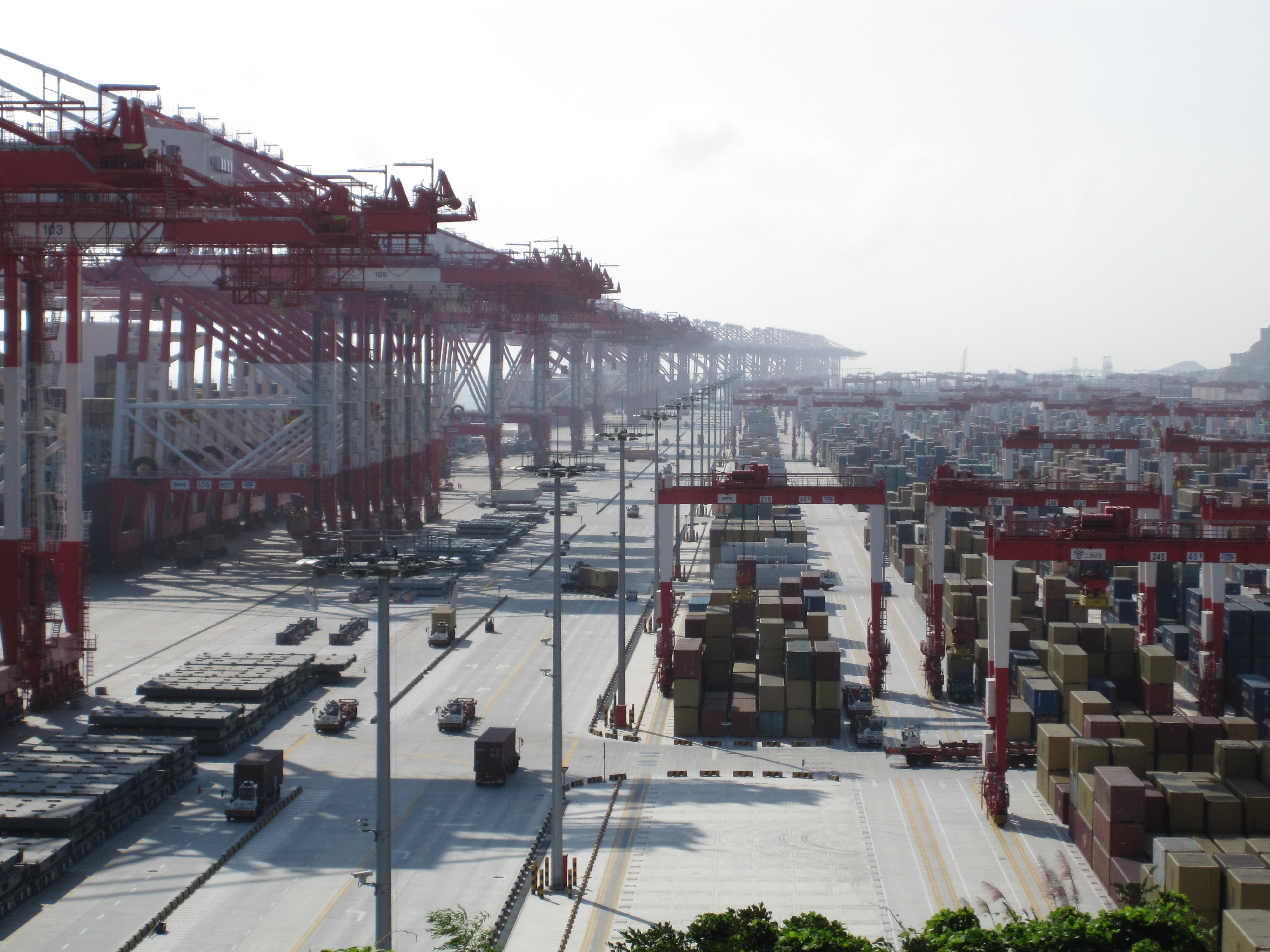
洋山深水港

上海港是世界上最大的港口，2008年，其港口货物吞吐量为5億8170万吨。同时，其亦是仅次于新加坡的世界第二大集装箱港口，2008年全年吞吐量为2,801万标准集装箱。
上海历来是中国最大的港口城市之一。从上海港出发的客货轮，出海可抵世界上400多个港口。由于乘船旅行速度太慢，目前除公平路码头尚有四天一班往大连的车客渡航线外，其余沿海沿江的长途航线均已停航。
上海港2005年的貨物总吞吐量达到4.43亿吨，成为世界第一大货港。
上海国际航运中心洋山深水港2005年12月10日正式开港，标志着上海正向国际航运中心的目标大踏步地前进。

## 公共交通
上海建有发达的城市公共交通系统。上海公共汽车线路达1350条，营运车辆1.8万多辆，日均客运量约780万人次，承担着55%的市域公共客运量，是世界上公车线路最多的城市之一。出租车是城市公共交通的重要组成部分。上海轨道交通拥有全国最长里程的线路网，目前有16条地铁及轻轨线路和1条磁悬浮线，营业里程676公里。2010年日均客运量约400万人次，占市域公共客运总量的20%。
另外，上海也拥有大量的出租车在街上服务，其出租车企业达270多家，从业人员近10万人，出租汽车近43000辆，旅游包车和租赁车等7000多辆。全行业日均客运量逾300万人次，约占上海客运总量的25％。上海也拥有完善的渡轮，为来往黄浦江或崇明岛的乘客提供服务。

### 公共汽、电车

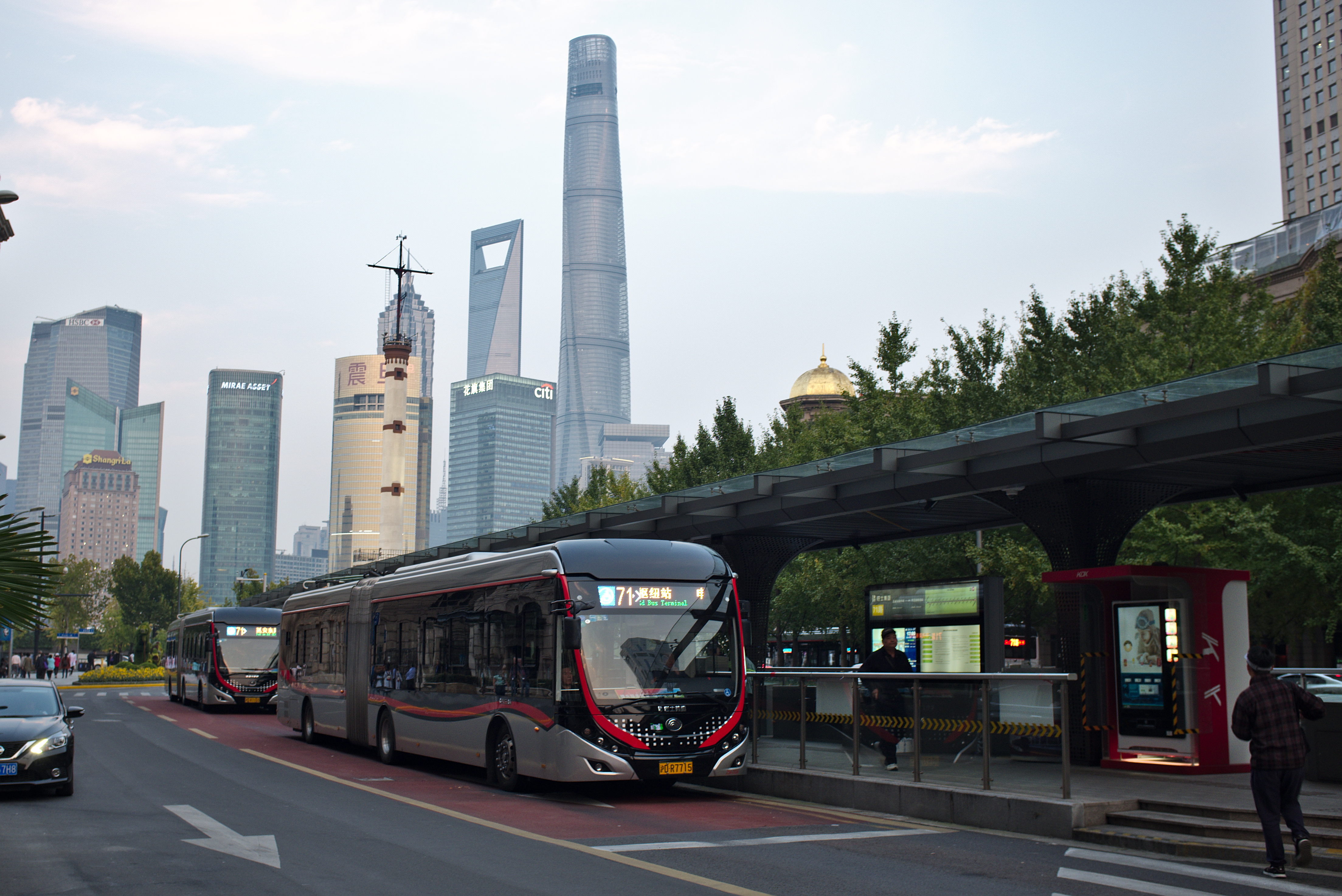
延安路中运量公交系统采用的宇通ZK5180A型无轨电车

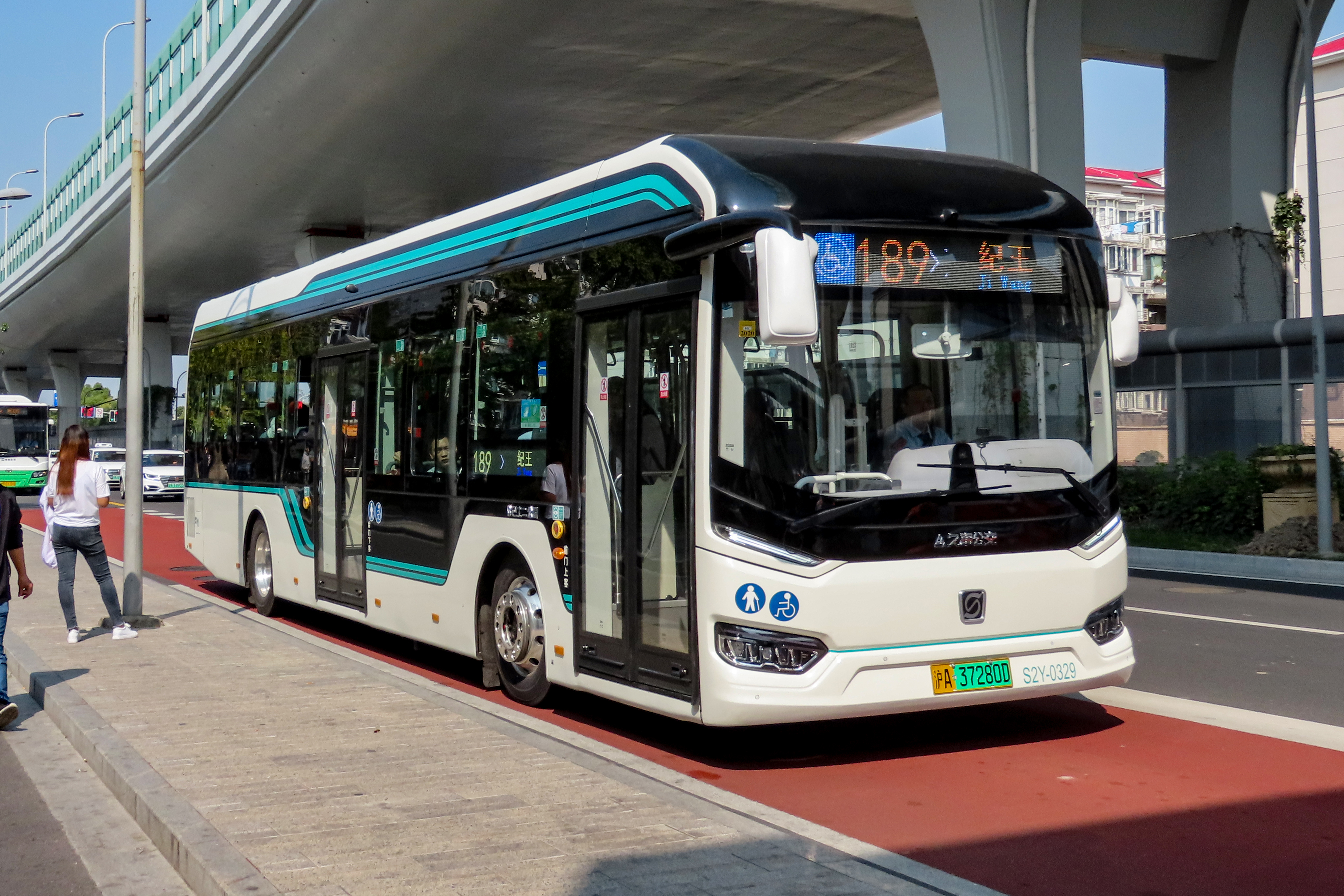
上海常見的單層公共汽车，圖中為189路申沃SWB6129BEV38型纯电动城市客车

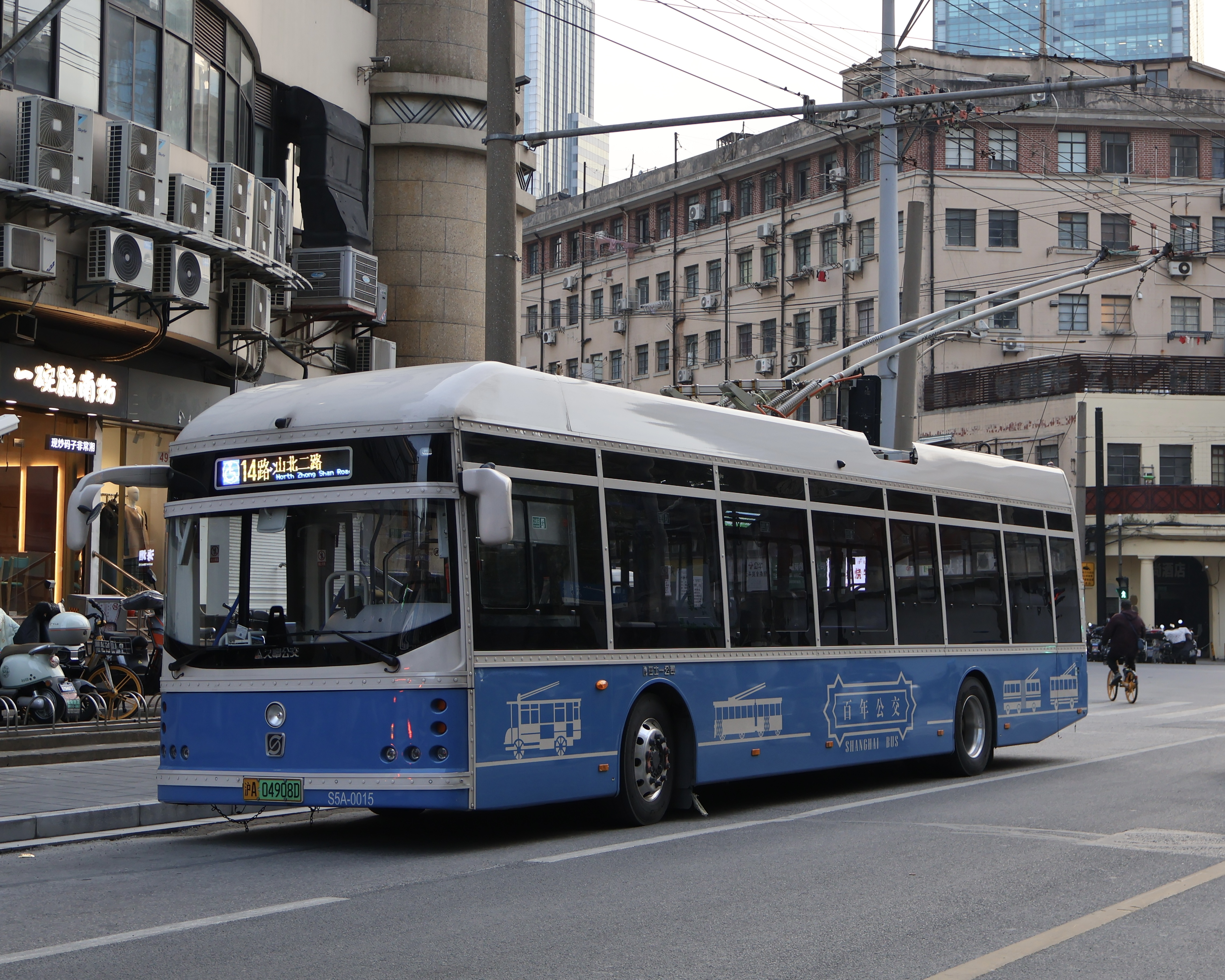
上海无轨电车主力车型之一——申沃SWB5129BEV77G

1908年3月5日，由英商上海电车有限公司运营的上海第一辆有轨电车，行驶6.04公里，从静安寺开到外洋泾桥上海总会（今广东路外滩），它标志着上海近代公共交通的诞生。论公交线路数量和复杂性，上海拥有全世界最大的公共交通网络和全世界最高的日公共交通客运量（历史最高客运量曾达到年50多亿人次，被上海人戏称为将全世界人口移动了一次）公交线路总里程和公交车配备总量亦为世界第一。1995年12月，上海公交实施以体制、机制、票制为主要内容的“三制”改革。撤销了公交总公司，将其下辖的13个公司营运企业全部实行独立核算。从1996年元旦起，上海沿用了87年的公交月票被取消，实行了普票。
2001年上海公交又进行了第二轮改革。整个公交行业彻底更改机制，实行股份制。在公交总公司体制下的十几家公司予以资产重组。上海全市公交有1350多条公交线路，并且正以每年新辟、延伸、调整50多条公交线路的记录持续扩充。
延安路中运量公交系统工程于2016年6月25日开工、2017年2月1日试运行。中运量全线采用无轨电车，在主干道路内侧第一根车道使用24小时独立路权，在路口设置了专用信号灯。多数站点设置在道路中央，平均站距730 m。

#### 公交线路编号原则
- 一位数线路、二位数线路、三位数以1和7打头的线路、隧道线、大桥线，为全程单一票价的日常市区线路。其中6、8、13、14、15、19、20、22、23、24、25、28、71共13条线路上有无轨电车运行。
- 三位数以2打头的线路为仅在上下高峰时运营的高峰线，部分线路因客流量大已转为日常运营。
- 三位数以3打头的线路为仅在23:00至5:00间运营的夜宵线。
- 三位数以4打头的线路曾经是超长高峰线路，目前分配为跨黄浦江运营的线路。
- 三位数以5，6，7，8打头的线路曾经是中巴线路，目前分配为分段计价的市区线路，部分线路已转为单一票价。
- 三位数以9打头的线路为公交专线。

#### 长途公路客运
上海目前市内建设有内环线高架、中环线、外环线，接驳高速公路十分便捷。长三角地区高速公路网密布，主要的，北向(江苏方向，北京方向)有：沪宁高速公路，沿江高速公路；南向（浙江方向）有：沪杭高速公路，杭州湾跨海大桥等。主要的长途车站有：上海长途客运总站，上海长途客运南站。有发往除了新疆，西藏，东北地区，西南，西北等之外的全国大部分省市自治区的长途客运班车。公路运输也是连接上海到江苏浙江两省的中小城市、县城的主要运输方式。

### 轨道交通网络

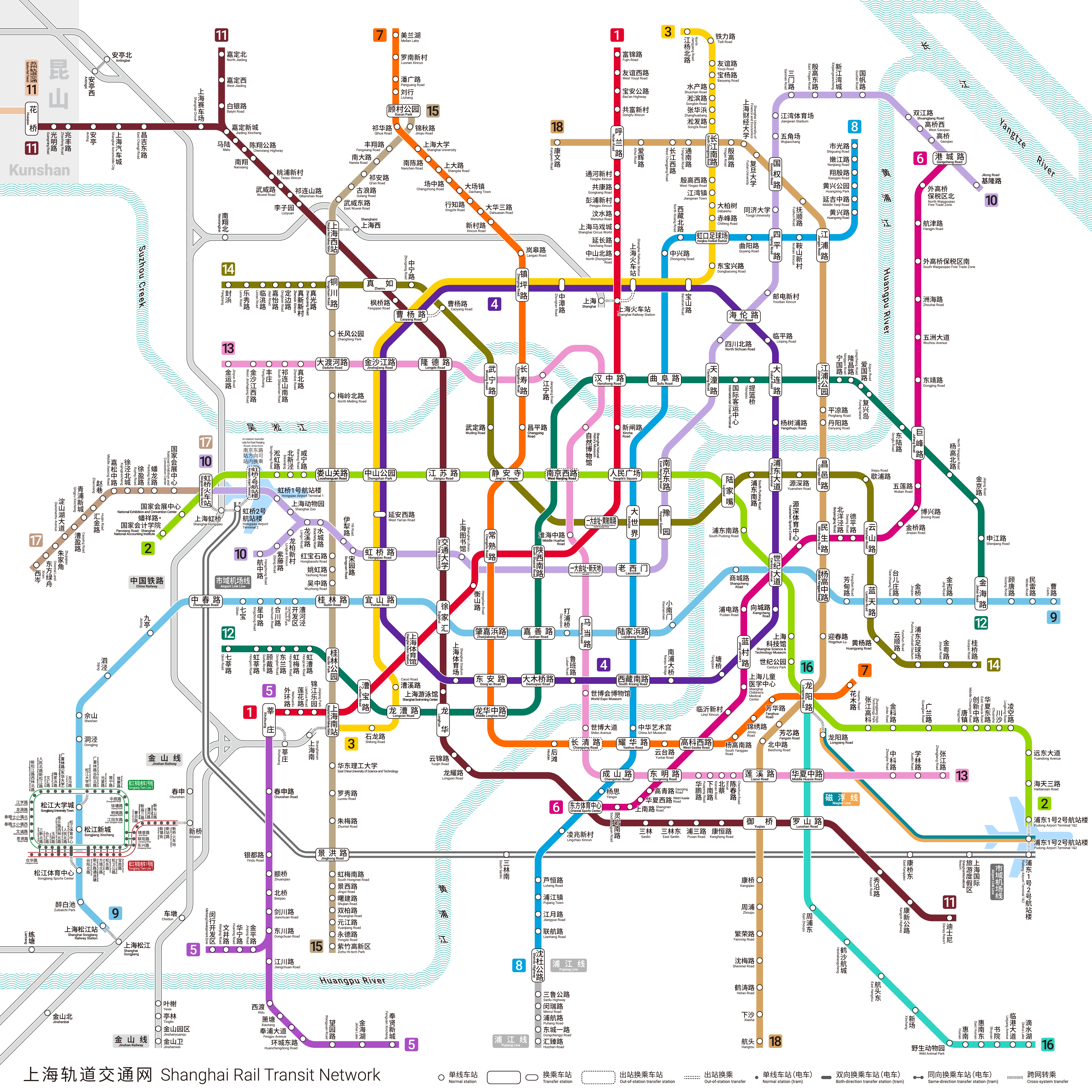
上海轨道交通网

根据国务院已经批复的上海市城市总体规划，上海轨道交通网络为由铁路、城市轨道、常规公交和辅助公交等构成的多模式公共交通系统的重要组成部分，分为市域线、市区线、局域线等3个层次。

#### 地铁

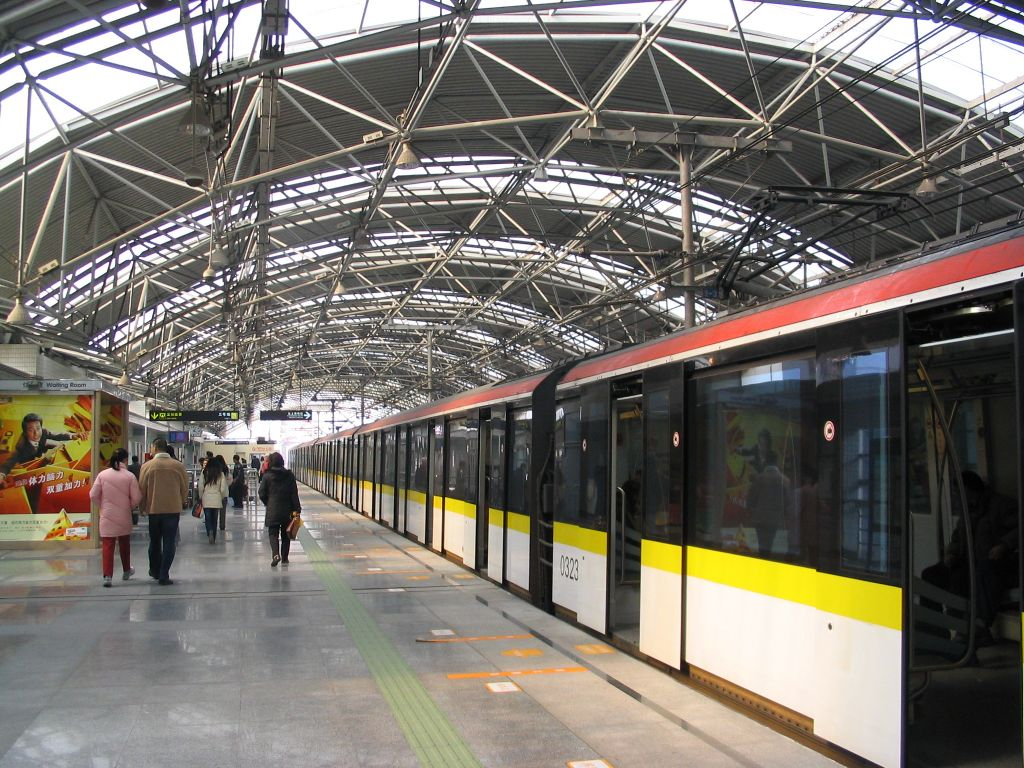
上海轨道交通三号线车站

上海地铁的第一条线路于1995年4月10日正式運營，是继北京地铁、天津地铁建成通车后中國内地投入运营的第三个城市轨道交通系统，也是目前中国線路最长的城市轨道交通系统。
截止2015年8月，上海轨道交通线网已开通运营14条线加上有1条磁悬浮线路，内，仅供世博园游客和工作人员搭乘的近期及远期规划则达到510公里和970公里。2008年全网年客运量达11.22亿人次，目前，上海地铁日均客流达550万人次。
2010年8月16日，上海地铁全路网客流再创新高，达到673.5万人次，较上一记录微幅上升。其中换乘客流达到246.9万人次，超过总客流量的36%。这是上海轨道交通全网络当年第16次创下客流新高，也是网络化运营以来第29次刷新单日最高客运量。目前，上海轨道交通的总长超过676公里，位居世界第一；日客流量最高达1329.4万人次。

### 出租车

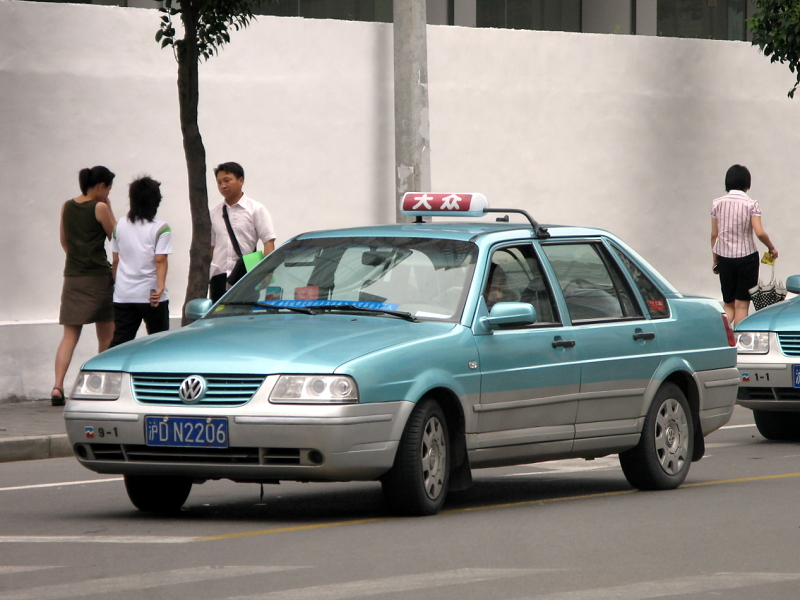
大众集团出租汽车

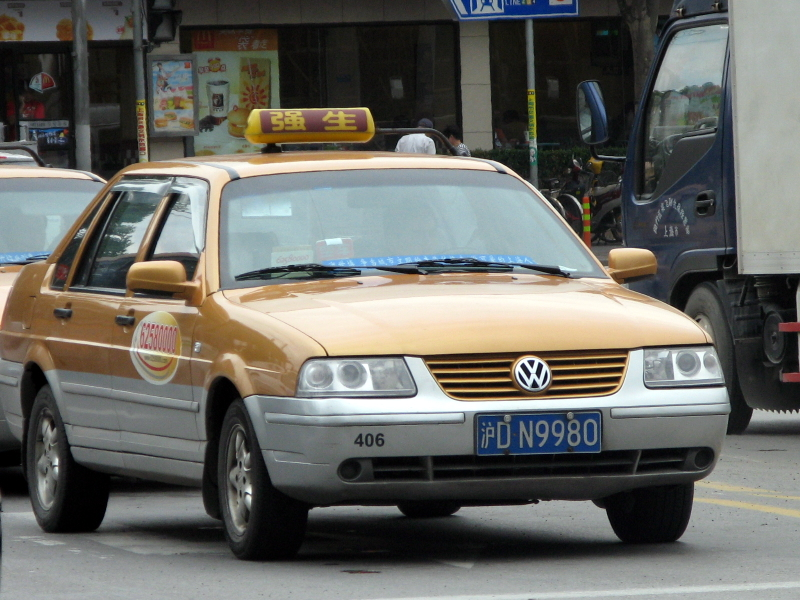
强生集团出租汽车

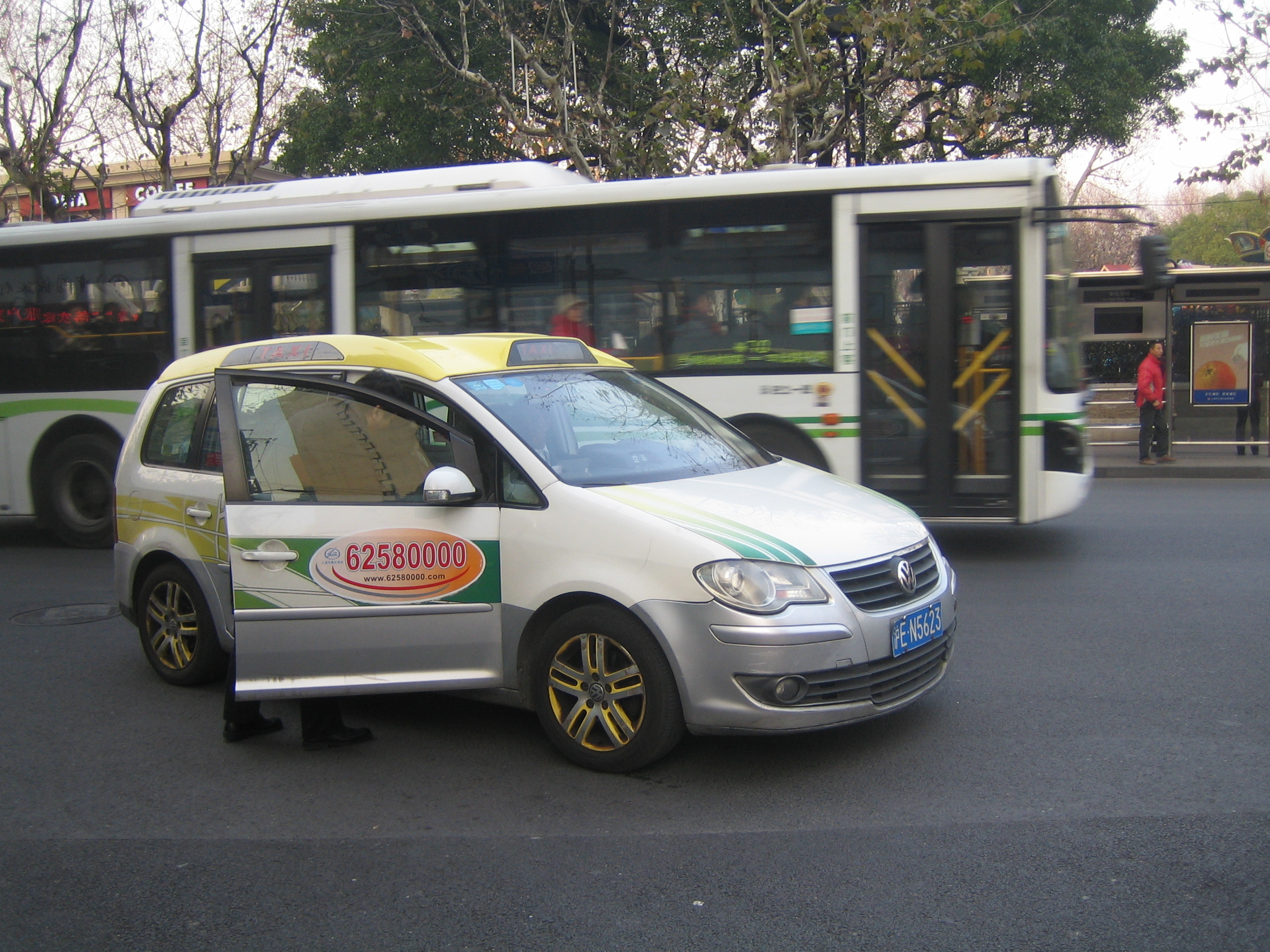
世博涂装的途安出租车，2016年退役

出租汽车在上海也称之为“差头”，经营出租汽车的公司主要有大众、强生、锦江、海博等，其价格由政府统一制定，目前市域出租汽车费用为：
| 车类别                       | 起租价格 | 起租里程 | 续租运费 | 乘距超15公里 | 夜间    | 等候计费     |
| ---------------------------- | -------- | -------- | -------- | ------------ | ------- | ------------ |
| 小型客运出租汽车             | 14元     | 3公里    | 2.5元    | 加50%        | 上浮30% | 4分钟计1公里 |
| 中型客运出租汽车             | 16元     | 3公里    | 2.5元    | 加50%        | 上浮30% | 4分钟计1公里 |
| 中型客运出租汽车（多功能型） | 19元     | 3公里    | 2.5元    | 加50%        | 上浮30% | 4分钟计1公里 |

区域出租车的收费标准与市域出租车有别，由各区政府制定。
上海出租汽车价格经过数次调整：
- 由于国际油价普遍上扬，上海市区顶灯出租车从2006年6月1日起全面调整为：起步价：11元3千米，超过3千米以2.1元／千米加价；晚间23:00至次日5:00期间，起步价调整为：14元3千米，与白天相比价格上涨30%。郊区有所不同，起步价为9元3千米，加价相同，也为超过3千米以2.1元／千米加价。由于大多数公交车和轨道交通在晚间大部分都不运行，故在晚间出租车仍然是市民出行的选择。
- 2009年10月9日下午，上海市发展和改革委员会、上海市交通运输和港口管理局联合发布消息，经市政府同意，决定自10月11日起再次实施出租汽车运价油价联动，调整出租汽车的运价。具体调整后的运价标准为：市区出租汽车、小型客车起租费由11元调整为12元，超起租里程的单价由每公里2.10元调整为2.40元；中型客车的起租费由16元调整为17元，超起租里程的单价由每公里2.10元调整为2.40元；区域性出租汽车起租费由9元调整为10元，超起租里程的单价由每公里2.10元调整为2.40元。其他计费规定不做调整。[27]之后费用又进行了调整，其中市区出租汽车、小型客车起租费由12元调整为13元；区域性出租汽车起租费由10元调整为11元。
- 2015年9月30日，上海市政府发布消息，自2015年10月8日起调整出租车收费标准，其中市域出租车起步费由13元调整为14元，途安车型起步费则调整为16元；超起租里程单价由2.40元调整为2.50元；超运距加价距离由10公里起调整为15公里起，低速等候费由每5分钟计收一公里单价调整为每4分钟计收一公里单价。夜间加价标准则维持不变。同时，燃油附加费也将取消。出租车计价器调整工作自10月8日起启动，自11月1日起，新的收费标准正式施行，而在11月16日，区域性出租车的燃油附加费将被取消[28]。

### 轮渡
原来位于外滩的十六铺码头也仅有发往南通、定海和普陀山等临近地区的船班，2005年12月2日凌晨1时，十六铺码头的两幢大楼爆破成功，走过140餘年時光的上海十六铺客运码头告别了历史舞台，未来，十六铺码头作为水上旅游中心使用。
上海市内黄浦江两岸共有21条客渡和4条车渡，去崇明岛之前，要分清上船地点，而去长兴、横沙岛则都只能在吴淞码头上船。另外，上海还有去韩国仁川、釜山，日本大阪、神户的国际客运游船，在外高桥码头上船。

### 上海公共交通卡与优惠
上海公共交通卡（交通一卡通）是上海市政府的一项实事工程，其目标是覆盖全上海的各类交通系统（公交、轨道交通、出租、轮渡以及磁悬浮列车），上海也是首个使用IC卡覆盖全市交通领域的中国大陆城市。
上海都市旅游卡是由上海公共交通卡公司推出的多功能小额支付卡，于上海公交系统内视同上海公共交通卡受理。

#### 持卡优惠
- 公交：在乘坐公交或轨道交通刷卡后120分钟内换乘公交或轨道交通的，优惠1元；但轨道交通换乘轨道交通和磁浮线、旅游线、机场线以及部分社区巴士不参与优惠。公交换乘轨道交通，以轨道交通进站时间判断，轨道交通换乘公交，以轨道交通出站时间判断。

- 轨道交通：当月轨道交通消费满70元，当月剩余时间乘坐轨道交通享受9折优惠；如果符合公交换乘优惠条件，可以叠加享受，叠加程序为先优惠1元，再将优惠后的价格打9折。此外，在上海火车站和虹桥2号航站楼站可以享受出站换乘、里程连续计算的政策。

- 轮渡：在一个日历月内，以60次为周期，后40次8折优惠，即第1~20次原价，第21~60次8折优惠，第61~80次原价，第81~120次8折优惠；乘坐空调船时次数累计，但不能享受优惠。

- 磁浮：使用公共交通卡乘坐磁浮列车享受普通舱40元的优惠票价。

- P+R停车换乘：自2009年7月21日起，轨道交通锦江乐园站和淞虹路站加入上海“P+R”停车换乘试点，自驾车的市民在每天的5:30至23:30时段内，使用公共交通卡刷卡进入两站的停车楼，并用该卡换乘轨道交通，即可享受停车收费优惠。试行收费标准为在换乘服务时段内按次收费，每次人民币10元。[29]

#### 其他优惠
- 70岁以上的上海市民可以在非高峰时段凭借“社会保障卡”免费乘车。自2016年6月26日起，社会保障卡—敬老卡免费乘坐地铁制度将停止实行，70岁以上长者需要另行购票或刷卡乘坐[30]。而自同年7月1日起，由中国太平洋保险推出的纯商业保险产品保通卡正式启用（需每月缴纳保费）。与之前的敬老卡一样，上海市户籍70岁以上的长者凭卡在非高峰时段无限次乘坐上海公共交通，包括除行驶高速公路线路（实行“一人一座”，不允许乘客车厢内站立）、机场线、旅游线及磁浮线外的公交和轨道交通线路[31]。

## 人行天橋
上海歷史上先后有过近百座天桥，不超过10%的天桥被拆除，如南京路西藏路天桥、四平路大连路天桥、武宁路东新路天桥、西藏路延安路天桥、提篮桥立交桥、南京西路石门路立交桥、海宁路四川北路天桥等均已被拆除。